# 교향곡 4번 (슈만)
교향곡 4번 라단조 Op. 120은, 로베르트 슈만이 작곡한 곡으로, 1841년에 처음 완성되었다. 슈만은 1851년에 교향곡을 크게 수정했으며 출판에 도달한 것은 이 버전이었다.
작품은 2개의 플루트, 2개의 오보에, 2개의 클라리넷, 2개의 바순, 4개의 호른, 2개의 트럼펫, 3개의 트롬본, 팀파니 및 일반 현악기로 구성된다.

1851년(출판) 버전의 작품은 4악장으로 구성되어 있으며 쉬지 않고 이어진다. 
1. Ziemlich langsam — Lebhaft (D minor–D major)
2. Romanze: Ziemlich langsam (A minor–A major)
3. Scherzo: Lebhaft (D minor)
4. Langsam — Lebhaft (D major)